# نادي غوانغجو
نادي غوانغجو لكرة القدم (بالكورية: 광주 FC) هو نادي كوري جنوبي لكرة القدم من مدينة غوانغجو. انضم الفريق إلى الدوري الكوري الجنوبي.
تأسس النادي في ديسمبر 2010.

## وصلات خارجية
- (بالكورية) الموقع الرسمي